# Rodrigo Soria
Rodrigo Ernesto Soria (Nacido el 14 de febrero de 1987 en Villa Domínico, Argentina) es un futbolista argentino que juega como lateral o volante por izquierda, enganche o segundo delantero. Su actual club es el Club El Porvenir de la Primera C de Argentina.

## Clubes
| Club                   | País      | Año           |
| ---------------------- | --------- | ------------- |
| Quilmes                | Argentina | 2006 - 2009   |
| Defensa y Justicia     | Argentina | 2009          |
| Gimnasia y Esgrima (M) | Argentina | 2010          |
| Sportivo Luqueño       | Paraguay  | 2011 - 2012   |
| Sportivo Carapegua     | Paraguay  | 2012          |
| Cúcuta Deportivo       | Colombia  | 2013          |
| Villa San Carlos       | Argentina | 2014          |
| CD Olmedo              | Ecuador   | 2015          |
| Deportivo Pasto        | Colombia  | 2015          |
| Güemes (SdE)           | Argentina | 2016          |
| Argentino de Quilmes   | Argentina | 2017 - 2018   |
| Dock Sud               | Argentina | 2018-2020     |
| Ituzaingó              | Argentina | 2021-2024     |
| El Porvenir            | Argentina | 2024-presente |